# アウディ・Q7
Q7（キューセブン）は、ドイツの自動車メーカー、アウディが製造・販売するSUVである。

## 初代 (2005-2015年)
2003年1月のモーターショー、デトロイト・オートショーでパイクスピーククワトロ・コンセプトが、2005年9月にフランクフルトで行なわれたIAA2005にて市販版であるQ7が正式に発表された。
特徴のひとつに、3列シートの設定がある。プラットフォームは、フォルクスワーゲン・トゥアレグ / ポルシェ・カイエンと共通のフォルクスワーゲンL7型と呼ばれるものである。クワトロシステムはアウディ・RS4と同じメカニズムを採用する。エクステリアのデザインは、和田智。
高級クロスオーバーSUVとして、前述のトゥアレグよりもオンロード指向のセッティングとなっている。引き換えにオフロードにおける走行性能は貧弱であり、英国の高級紙タイムズには「まったく使い物にならない」と評された。
エンジンはハンガリー製。製造・組立は、スロバキア・ブラチスラヴァのフォルクスワーゲン ブラチスラヴァ工場で行われるが、多くの重要部品はアウディのドイツ2工場（インゴルシュタット、およびネッカースウルム）から供給されているという。 
2006年10月4日、日本市場への導入を発表。同月27日より販売開始。グレードは4.2LV8エンジンを搭載する「Q7 4.2 FSIクワトロ」のみとなる。
2007年4月9日、日本市場に3.6LV6エンジンを搭載する「3.6FSIクワトロ」を追加した。
2009年9月30日、日本市場向けにマイナーチェンジモデルを発表し、同日販売開始。エクステリアはグリルのデザインが変更されたほか、ヘッドライトがLEDポジションランプを内蔵したものに改められた。また、パワートレインに大きな変更は見られないが、回生ブレーキシステムを採用し燃費を向上させた。
2010年7月21日、日本市場向けにパワートレインを一新。スーパーチャージャー付3.0LV型6気筒TFSIガソリン直噴エンジンに、新開発の8速ティプトロニックトランスミッションを組み合わせる「Q7 3.0TFSIクワトロ」に一本化された。
2012年11月8日、「Q7」をインドで生産開始したと発表。
2008年にはハイブリッド車を追加するとしている。4.2L V8FSIエンジンとトルクコンバーターの間に電気モーターを配置するもので、0-100km/h加速は6.8秒、5速で80-120km加速が7秒。燃費は8.3km/lと発表されている。また電気モーターのみでの走行も可能。
2005年、全世界で販売は1,185台（フォルクスワーゲンAG2005年度年間報告書より）。2007年、3.6FSI販売開始後の日本市場での販売目標は400台/年であるとされた。
2008年10月24日付のニュースリリースで、日本におけるポスト長期規制をクリアしたクリーンディーゼルエンジン搭載の3.0TDIを2010年導入予定と発表されたが、2015年3月時点でも販売される見通しは立っていない。最高出力165kW（225PS）と最大トルク550N·m（56.1kgf·m）となる予定。実質燃費は13km/Lを超え、3Lエンジンでは画期的な数値である。なお、2008年同時期に日本では未発売ではあるが、V12 TDIクアトロ（V型12気筒ディーゼルエンジン）を搭載したモデルが発売された。出力は550PS、トルクは約105kgmで、燃費は約11.9km/1L。580万円のエクスクルーシブパッケージをオプションでつけると内装は羊の革・ウッドが多く使われており、外装には21inアルミニウムアロイホイールが装備されている。
日本国内でも販売されていたが、2012年にラインナップから外れた。
| 日本でのグレードおよびスペック | 日本でのグレードおよびスペック     | 日本でのグレードおよびスペック | 日本でのグレードおよびスペック | 日本でのグレードおよびスペック | 日本でのグレードおよびスペック | 日本でのグレードおよびスペック |
| グレード                       | エンジン                           | 排気量                         | 最高出力・最大トルク           | 変速機                         | 駆動方式                       | 発売時期                       |
| ------------------------------ | ---------------------------------- | ------------------------------ | ------------------------------ | ------------------------------ | ------------------------------ | ------------------------------ |
| Q7 4.2FSIクワトロ              | V型8気筒 DOHC                      | 4,163cc                        | 350PS/44.9kgf·m                | 6速AT                          | 4WD                            | 2006年10月-2010年7月           |
| Q7 3.6FSIクワトロ              | VR6 DOHC                           | 3,597cc                        | 280PS/36.7kgf·m                | 6速AT                          | 4WD                            | 2007年4月-2010年7月            |
| Q7 3.0 TFSIクワトロ            | V型6気筒 DOHC スーパーチャージャー | 2,995cc                        | 272PS/40.8kgf·m                | 8速AT                          | 4WD                            | 2010年7月-                     |

## 2代目 (2015年-)

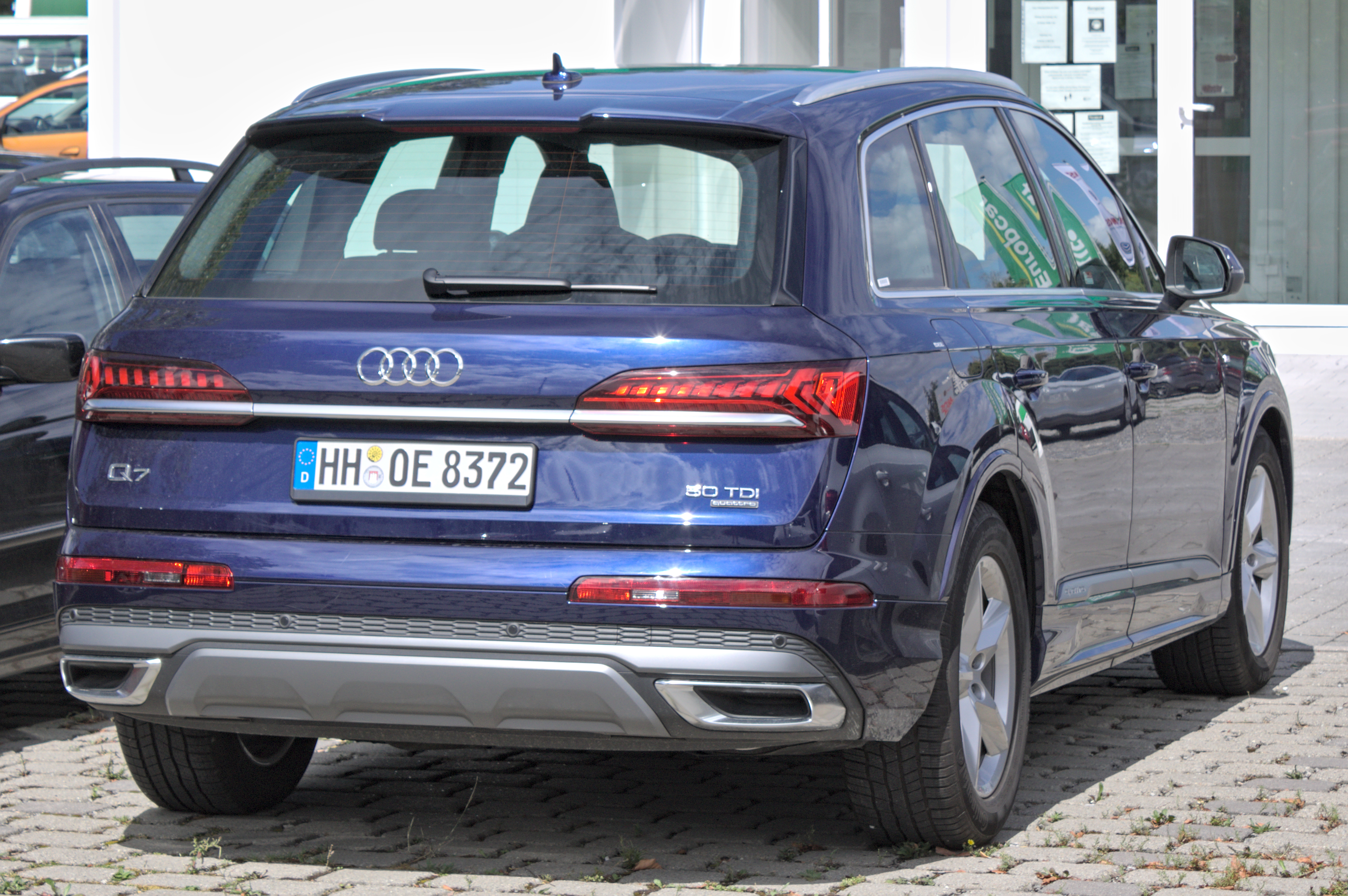
改良型

2015年1月、デトロイトモーターショーにて2代目を発表した。ドア、フロントフェンダー、ボンネット、テールゲートにアルミを用いたことから先代に比べて325kgの重量軽減を達成し、燃費も26％向上した。
2015年3月3日、ジュネーブモーターショーにてプラグインハイブリッド車（PHV）「Q7 e-tron 3.0TDIクワトロ」を初公開した。最高出力258hp、最大トルク61.2kgmを発揮する直噴3.0LV型6気筒ターボディーゼル「3.0TDI」に、最高出力128hp、最大トルク35.7kgmを発揮するモーターを組み合わせる。トランスミッションは8速ティプトロニックでモーターと一体化されている。蓄電容量17.3kWhのリチウムイオンバッテリーを搭載し、燃費性能は欧州複合モードで58.8km/Lを達成する。
2015年4月19日、上海モーターショーにてプラグインハイブリッド車（PHV）「Q7 e-tron 2.0TFSIクワトロ」を初公開。アジア市場向けに開発されたもので、最高出力252hp、最大トルク37.7kgmを発生させる2.0L直列4気筒ガソリンターボ「TFSI」と最高出力128hp、最大トルク35.7kgmを引き出すモーターを組み合わせ、システム全体では出力367hp、トルクが71.4kgmを発揮する。トランスミッションは8速ティプトロニックでモーターと一体化されている。蓄電容量17.3kWhのリチウムイオンバッテリーを搭載し、燃費性能は中国測定方式で40km/Lを達成する。
2015年8月上旬、欧州向けに「Q7 ultra 3.0 TDI quattro」を発表。最高出力218hp、最大トルク51kgmを発揮する直噴3.0LV型6気筒ターボディーゼル「TDI」エンジンを搭載。そのほか走行抵抗を低減し、燃費性能は欧州複合モード燃費18.2km/Lを達成する。
2019年9月15日、欧州向けに改良モデルを発売。パワートレインに48Vのマイルドハイブリッドを採用し燃費性能を向上。エクステリアは最新のアウディデザインに変更された。
2019年12月9日、欧州向けにプラグインハイブリッド車（PHV）「Q7 TFSI e クワトロ」を発表。最高出力340ps、最大トルク45.9kgmを発揮する直噴3.0LV型6気筒ガソリンターボ「TFSI」エンジンに、最高出力128ps、最大トルク35.7kgmを発生させるモーターを組み合わせる。トランスミッションは8速ティプトロニックでモーターと一体化されている。また、蓄電容量17.3kWhのリチウムイオンバッテリーを搭載している。

### 日本での販売
2015年10月、東京モーターショーにてプラグインハイブリッドモデル「Q7 e-tron」を日本初公開。
2016年3月8日、「Q7」を同月16日より販売開始すると発表。グレードは2.0L直列4気筒ターボエンジンを搭載する「Q7 2.0 TFSIクワトロ」と
3.0LV型6気筒スーパーチャージャーを搭載する「Q7 3.0 TFSIクワトロ」の2種類が設定される。
2016年7月19日、Googleが提供する「Android Auto」への対応を開始すると発表。
2018年8月20日、70台限定の特別仕様車「サムライエディション」を販売開始。
2019年2月19日、125台限定の「Q7ブラックスタイリング」を発売。
2019年8月20日、50台限定の特別仕様車「urban black」を発売。
2020年8月18日、改良モデルを発表し、同日販売開始。エクステリアデザインは他のアウディのSUVモデルに共通する八角形のシングルフレームグリルを、インテリアには12.3インチディスプレイの「アウディバーチャルコックピット」や2つの大型タッチスクリーンを採用。乗車定員は5名が標準だが、オプションで7人乗り3列シート仕様の7シーターパッケージを用意した。パワートレインは、3.0LV型6気筒ツインスクロールターボエンジンに48V電源とマイルドハイブリッド（MHEV）システムを組み合わせ、最高出力340PS（250kW）、最大トルク500N·m（51.0kgf·m）を発揮。これに8速ティプトロニック、フルタイム4WD「クワトロ」を組み合わせる。また、同時に特別仕様車「45 S line limited」を310台限定で発売。最高出力252PS（185kW）、最大トルク370N·m（37.7kgf·m）を発揮する2.0L直列4気筒ターボエンジンとフルタイム4WDシステムを搭載し、「7シーターパッケージ」や「プレミアムパッケージ」、21インチアルミホイールを装備している。
| 日本でのグレードおよびスペック | 日本でのグレードおよびスペック  | 日本でのグレードおよびスペック | 日本でのグレードおよびスペック | 日本でのグレードおよびスペック | 日本でのグレードおよびスペック | 日本でのグレードおよびスペック |
| グレード                       | エンジン                        | 排気量                         | 最高出力・最大トルク           | 変速機                         | 駆動方式                       | 発売時期                       |
| ------------------------------ | ------------------------------- | ------------------------------ | ------------------------------ | ------------------------------ | ------------------------------ | ------------------------------ |
| Q7 2.0TFSIクワトロ             | 直列4気筒 ターボチャージャー    | 1,984cc                        | 252PS/37.0kgf·m                | 8速AT                          | 4WD                            | 2016年03月-2020年08月          |
| Q7 3.0TFSIクワトロ             | V型6気筒 スーパーチャージャー   | 2,994cc                        | 333PS/44.0kgf·m                | 8速AT                          | 4WD                            | 2016年03月-2020年08月          |
| Q7 45 S line limited           | 直列4気筒 ターボチャージャー    | 1,984cc                        | 252PS/37.7kgf·m                | 8速AT                          | 4WD                            | 2020年08月-                    |
| Q7 55 TFSI quattro             | V型6気筒 ツインスクロールターボ | 2,994cc                        | 340PS/51.0kgf·m                | 8速AT                          | 4WD                            | 2020年08月-                    |